# Piramidi greche

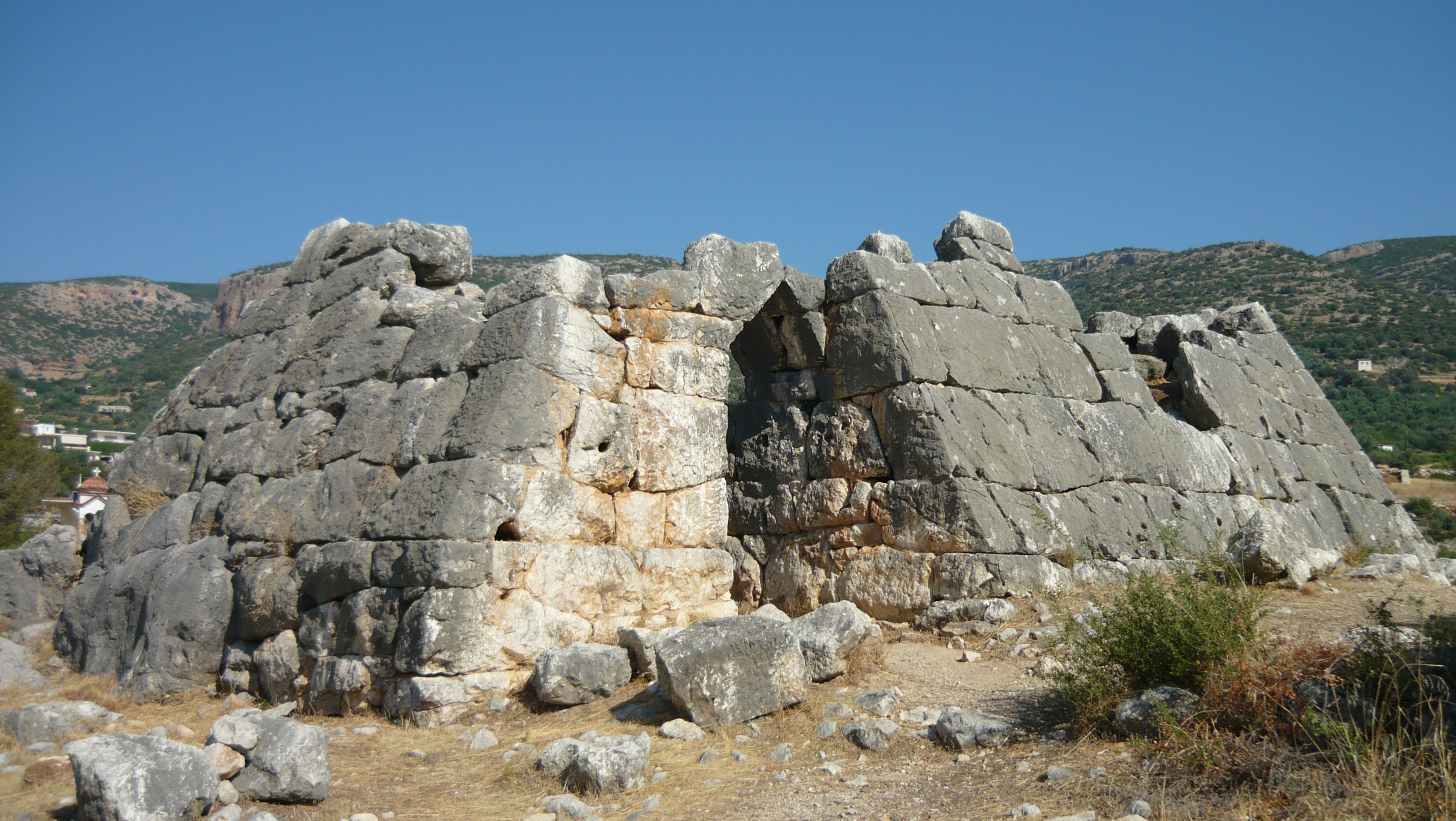
La piramide di Hellenikon.

Le piramidi greche, conosciute anche come piramidi dell'Argolide, sono strutture situate nella piana Argolide, in Grecia. La più nota di queste è chiamata Piramide di Hellinikon. Al tempo del geografo Pausania fu considerata una tomba. I ricercatori del XX secolo hanno suggerito altri possibili usi.

## Posizione
Scrivendo nel II secolo d.C., Pausania menziona due edifici simili a piramidi, uno, dodici miglia a sud-ovest della struttura ancora in piedi a Hellenikon (Ελληνικό in greco), una tomba comune per i soldati che morirono in una lotta leggendaria per il trono di Argo e un'altra che gli fu raccontata fu la tomba di Argivi uccisa in una battaglia intorno al 669/8 a.C. Nessuno dei due sopravvive e non ci sono prove che assomiglino alle piramidi egiziane.
Ci sono anche almeno due strutture piramidali superstiti ancora disponibili per lo studio, una a Hellenikon e l'altra a Ligourio, un villaggio vicino all'antico teatro di Epidauro.

## Riferimenti storici

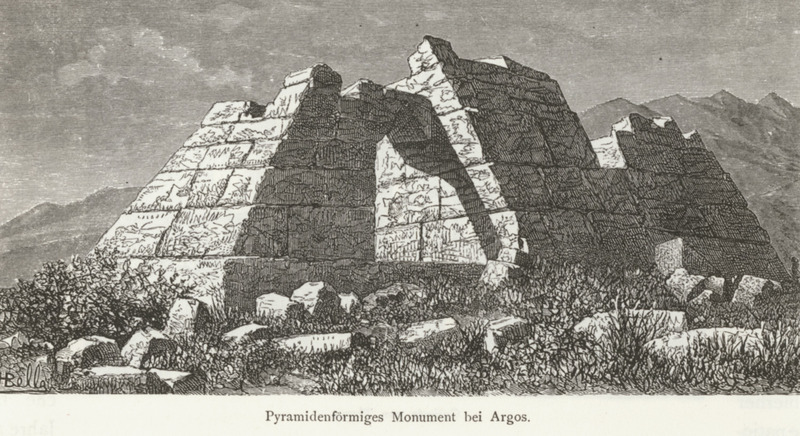
Illustrazione della piramide nel 1887

Sebbene queste strutture siano di grande interesse, i riferimenti scritti sono piuttosto scarsi e non sono menzionati nelle fonti antiche. Pausania (II secolo d.C.) menziona due edifici simili a piramidi, uno, dodici miglia a sud-ovest della struttura ancora in piedi a Hellinikon, una tomba comune per i soldati che morirono in una lotta leggendaria per il trono di Argo e un'altra che gli fu raccontata fu la tomba degli Argivi uccisi in una battaglia intorno al 669/8 a.C. Ma nessuno di questi monumenti sopravvive ancora.
(Pausania, Periegesi della Grecia, II, 25.7)

## Scavi e datazione

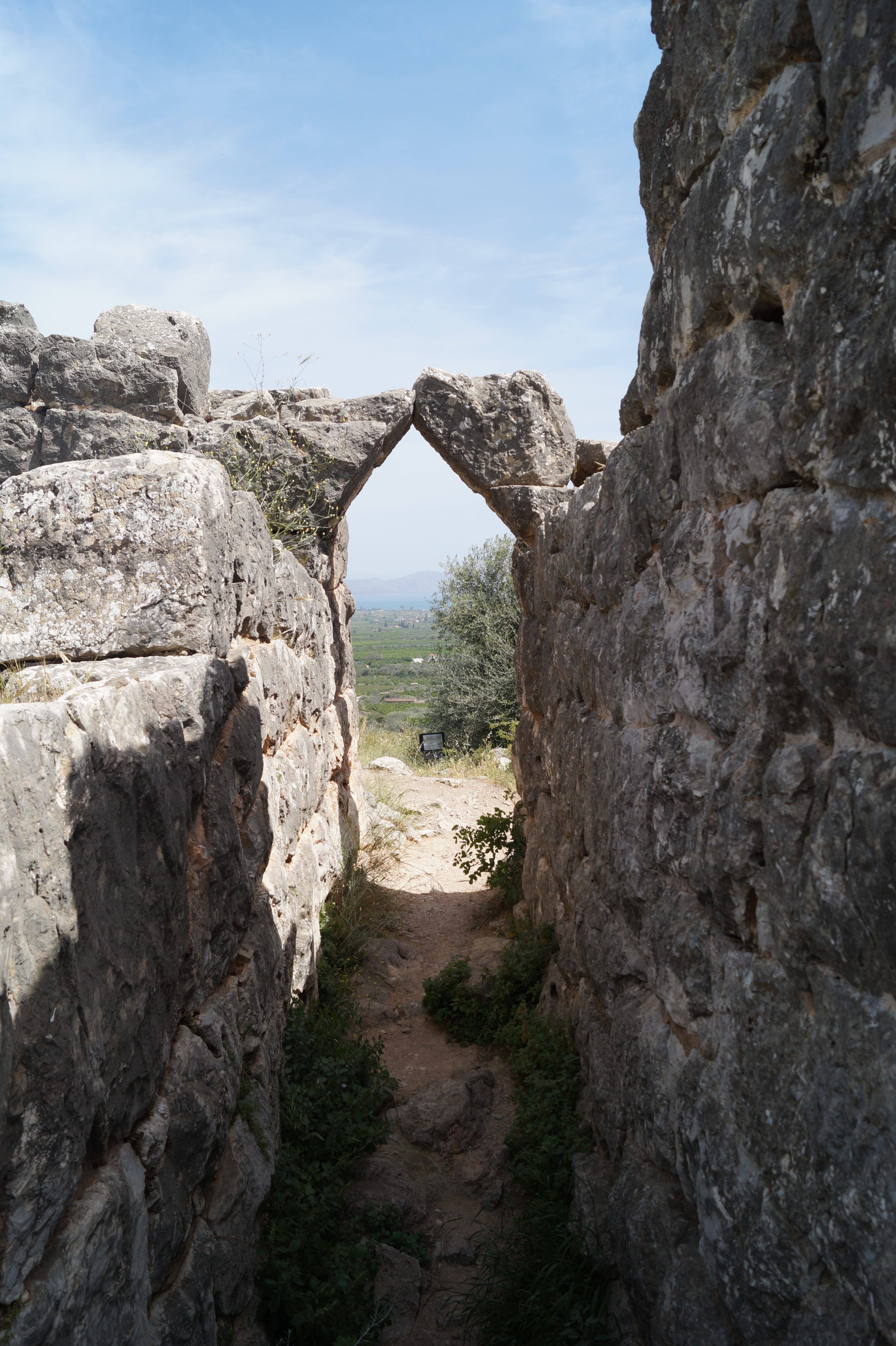
La piramide di Hellenikon

La piramide di Hellenikon fu scavata per prima da Wiegand, che essenzialmente ha rimosso tutto il materiale dal pavimento. Più tardi nel 1937, la Scuola americana di archeologia di Atene fece ulteriori scavi sotto la direzione di L. Lord che concluse che sia la struttura di Lygourio che quella di Cefalaria erano "case di guardia in grado di ospitare un piccolo presidio che poteva controllare la campagna e stare al sicuro dietro le loro mura dagli attacchi a sorpresa di poche persone." Tra i risultati vi sono un grande pithos, il pavimento del lungo corridoio e la stanza, ri-scolpiti da riparazioni, le porte d'ingresso e parti del muro, riempimenti da precedenti scavi. Alcune ceramiche del periodo di Proto-elladico II (2800-2500 a.C.) sono state attribuite da S. Wienberg, un membro della squadra di ricerca. La loro posizione e la distribuzione tuttavia non sono descritte chiaramente. Ci sono anche fondazioni e mortai da usi successivi dell'edificio, così come sedimenti miscelati con ceramiche del periodo classico (lampade, articoli di casa), e alcuni frammenti di età grossolana e alcune lampade romane. Il riempimento del pavimento varia tra 20–60 cm.
C'è una notevole controversia sulle date di queste strutture, con un conflitto tra la datazione basata sugli scavi archeologici e la datazione attraverso quella che era allora la nuova tecnica di datazione a termoluminescenza, Ioannis Liritzis e il suo team discutono per una prima data attraverso cinque sotto-progetti: 
1. la prospezione geofisica all'interno e attorno alle due piramidi di Hellenikon e Lygourio, dove sono stati scoperti i monumenti,[8]
2. questi risultati hanno diretto gli scavi archeologici effettuati dall'archeologo A. Sampson e dagli archeologi del Museo Archeologico di Nauplia. Tra i nuovi reperti c'erano fondazioni di stanze, ceramiche di epoca classica, ellenistica, romana e protocristiana, e protoelladico II nelle fondamenta esterne di Hellenikon e sopra la roccia. È stato anche realizzato uno studio comparativo delle murature,[9][10]
3. l'orientamento astronomico del lungo corridoio d'ingresso è stato trovato correlato all'ascesa della cintura di Orione che si verifica circa nel 2000-2400 a.C.[11]
4. la datazione di alcune parti dei grandi blocchi megalitici sovrastanti il muro, con il nuovo metodo di datazione a termoluminescenza delle superfici rocciose. Il campionamento è stato scelto per la loro fermezza e la mancanza di esposizione al sole delle superfici di contatto interne, rimuovendo alcuni milligrammi di polvere dai pezzi a contatto costante. Sette pezzi hanno dato una fascia d'età compresa tra il 2000 e il 2500 a.C.[12][13][14] mentre due frammenti ceramici di tipo non diagnostico uno di Hellenikon e uno di Lygourio datato con TL e OSL hanno dato un'età concordante di 3000 ± 250 a.C. e 660 ± 200 a.C. rispettivamente.[15] Questo lasso di tempo collocherebbe la costruzione di queste strutture in un momento che si sovrappone alla costruzione delle piramidi in Egitto.

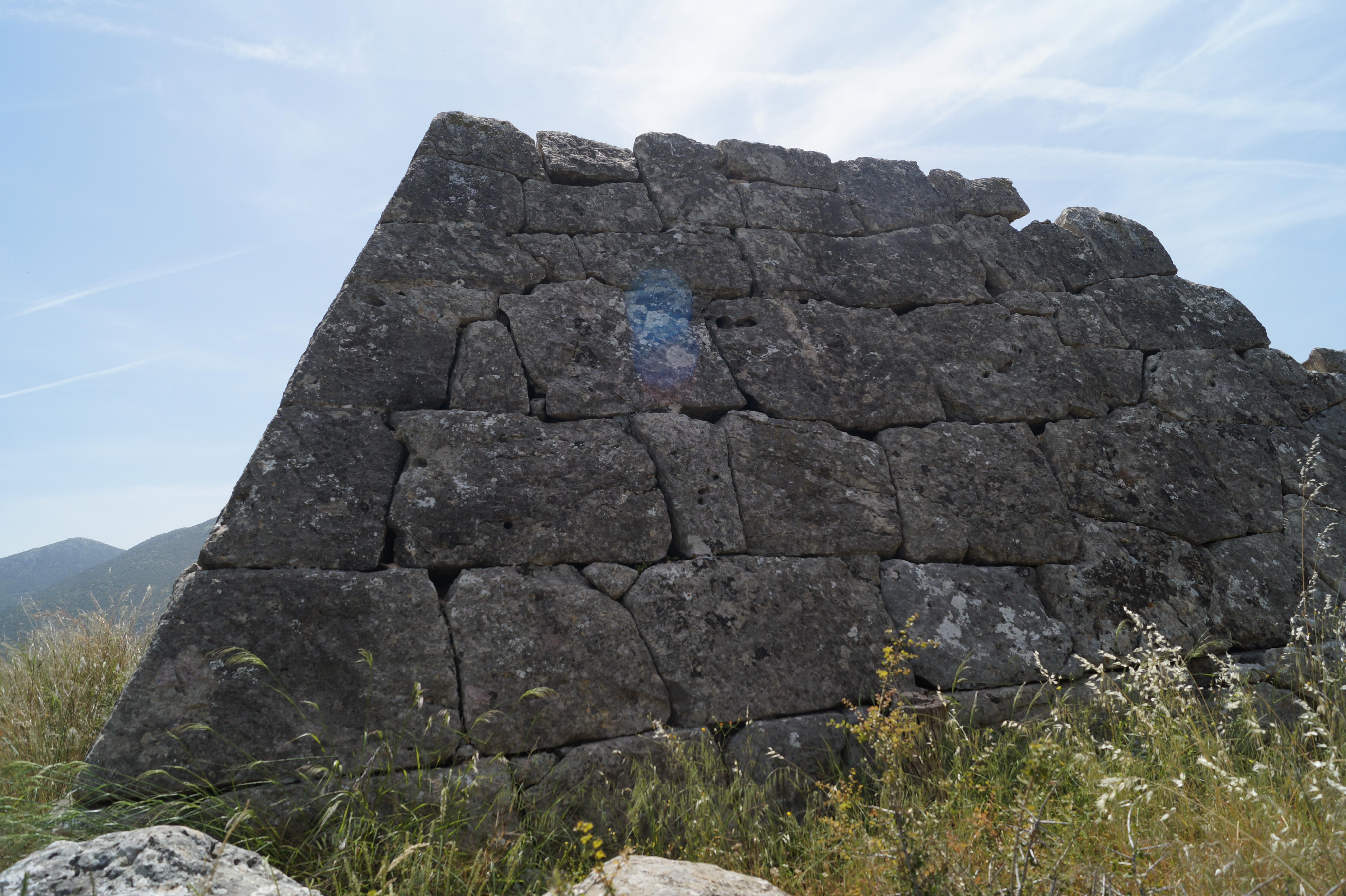

Mary Lefkowitz ha criticato questa ricerca. Lei suggerisce che alcune delle ricerche sono state fatte per non determinare l'affidabilità del metodo di datazione, come suggerito, ma per sostenere un'ipotesi di età e per avere alcune posizioni sulle piramidi e sulla civiltà greca. Nota che non solo i risultati non sono molto precisi, ma che altre strutture citate nella ricerca non sono in realtà piramidi, ad esempio una tomba che si presume sia la tomba di Anfione e Zethus vicino a Tebe, una struttura a Stylida (Tessaglia) che è solo un lungo muro, ecc. Nota anche la possibilità che le pietre datate potrebbero essere state riciclate da precedenti costruzioni. Si aggiunge anche che le precedenti ricerche degli anni '30, confermate negli anni '80 da Fracchia, furono ignorate. Si sostiene così che hanno intrapreso la loro ricerca utilizzando una metodologia nuova, precedentemente non testata, al fine di confermare una teoria predeterminata sull'età di queste strutture.
Liritzis ha risposto in un articolo pubblicato nel 2011, affermando che Lefkowitz non ha compreso e ha interpretato male la metodologia.
A. Sampson ha scritto che "era già stato dimostrato che il monumento si trovava su costruzioni protoelladiche, quindi è stato costruito in un secondo momento. Inoltre, la muratura della piramide, simile a quella di Lygourio, ci porta agli anni Classici o Tardo Classici. Un nuovo metodo per datare la pietra, applicato recentemente alle piramidi, indicava una datazione troppo precoce nel IV e III millennio a.C., che ovviamente non può essere accettato."

## Dimensioni
Le dimensioni dell'edificio rettangolare che circonda la piramide di Hellinikon sono 7,03 metri per 9,07 metri. Le pareti esterne sono inclinate secondo un angolo di 60 gradi fino a 3,5 metri. Le pareti diventano quindi verticali per sostenere il pavimento dell'edificio. L'intero monumento è costruito in calcare grigio dal distretto sotto forma di grandi blocchi utilizzati in un sistema trapezoidale e parzialmente poligonale.